# Бад Цвестен
Бад Цвестен (њем. Bad Zwesten) општина је у њемачкој савезној држави Хесен. Једно је од 27 општинских средишта округа Швалм-Едер. Према процјени из 2010. у општини је живјело 4.128 становника. Посједује регионалну шифру (AGS) 6634027.

## Географски и демографски подаци
Бад Цвестен се налази у савезној држави Хесен у округу Швалм-Едер. Општина се налази на надморској висини од 210 m. Површина општине износи 39,4 km². У самом мјесту је, према процјени из 2010. године, живјело 4.128 становника. Просјечна густина становништва износи 105 становника/km².

## Међународна сарадња
| Мјесто           | Држава    | Врста сарадње | Од    |
| ---------------- | --------- | ------------- | ----- |
| Шомонт ан Вексен | Француска | партнерство   | 1986. |
| Извор            |           |               |       |